# سوسک تیتان
سوسک تیتان (به انگلیسی: Titan beetle) بزرگترین سوسک شناخته شده در جنگل‌های بارانی آمازون و یکی از بزرگترین حشرات جهان است می‌باشد. طول این حشره می‌تواند تا ۱۶.۷ سانتیمتر برسد. این سوسک عضو خانواده Cerambycidae و تنها عضو سرده Titanus است.
در گویان فرانسه مراکز صنعتی ای وجود دارد که در آن با روشن کردن لامپ‌های گازی تیتان نر را جذب کرده و به قیمت بیش از ۵۰۰ دلار به علاقه‌مندان می‌فروشند. چرا که در فصل تولید مثل تیتان ماده با تولید نورهای درخشان در دل تاریکی جنس نر را مجذوب می‌سازد.
لارو این سوسک هرگز دیده نشده ولی احتمال می‌رود لارو این سوسک قبل از رسیدن به اندازه لازم برای تبدیل شدن به شفیره چند سال در داخل چوب درختان می‌ماند. دالان‌هایی که انتظار می‌رود توسط نوزاد این سوسک حفر شده باشند گاهی به عرض ۶ و تا عمق ۳۰ سانتیمتر هم می‌رسند.

## پراکندگی
ونزوئلا، کلمبیا، اکوادور، پرو، گویان‌ها (گویان فرانسه، گویان بریتانیا، گویان هلند)، و در شمال و مرکز برزیل

## نگارخانه

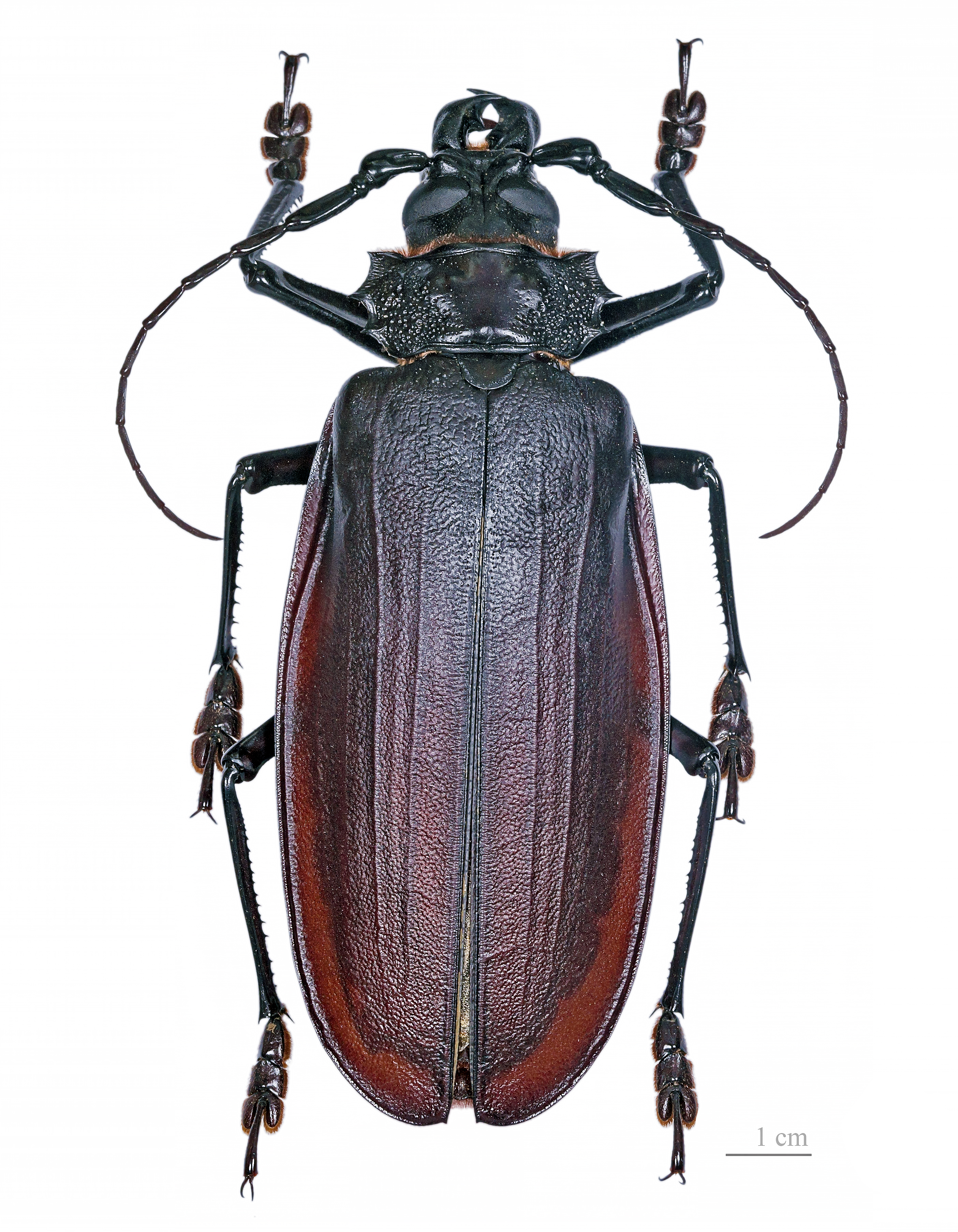
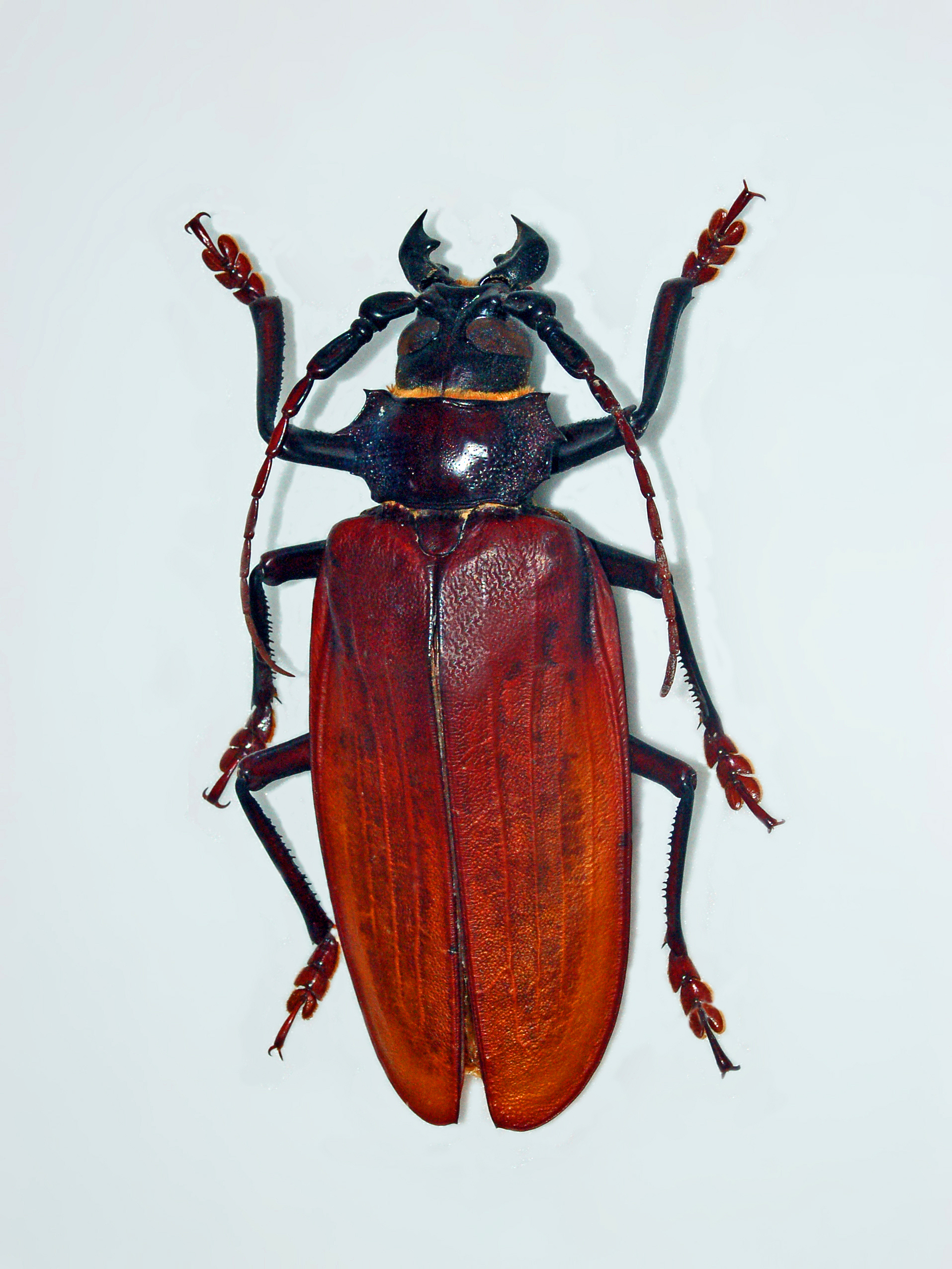